# Полоцкий государственный университет
Полоцкий государственный университет (ПГУ) имени Евфросинии Полоцкой — высшее учебное заведение в Республике Беларусь. Учебные корпуса расположены в городах Полоцк и Новополоцк.
Назван в честь преподобной Евфросинии, полоцкой княжны и просветительницы, первой святой на белорусских землях.

## История
Высшее образование в Полоцке имеет давние традиции. В 1581 году в Полоцке был основан иезуитский коллегиум. 12 января 1812 года Указом Российского императора Александра I Коллегиум был преобразован в Полоцкую иезуитскую академию с правами университета. Академия действовала на протяжении 1812—1820 годов и являлась первым высшим учебным заведением на территории современной Беларуси.

### Преобразование НПИ в классический университет
Появление первых гуманитарных специальностей, а главное — потребность в высококвалифицированных кадрах для экономики региона и страны в целом поставили вопрос о необходимости существенной перестройки работы вуза. Постановлением Совета Министров Республики Беларусь № 618 от 14 сентября 1993 года Новополоцкий политехнический институт был преобразован в Полоцкий государственный университет. В связи с этим произошли значительные изменения в структуре учебного заведения. На пути превращения ПГУ в европейский университет классического типа были созданы историко-филологический (1993) и юридический факультеты (1997), открыты новые специальности в аспирантуре и созданы три специализированных совета по защите диссертаций.
Ещё с начала 1990-х годов руководство НПИ, власти города Полоцка, деятели науки и культуры Беларуси и Полотчины стали поднимать вопрос о передаче институту комплекса зданий бывшего Полоцкого иезуитского коллегиума, где в то время размещался военный госпиталь. Получение вузом университетского статуса способствовало началу положительного решения этого вопроса. 18 октября 1993 года в Постановлении Совета Министров Республики Беларусь «О мерах по дальнейшему развитию Полоцка и сохранению его культурно-исторического наследия» Витебскому областному исполнительному комитету было дано поручение совместно с Белорусским военным округом рассмотреть вопрос об освобождении зданий бывшего Полоцкого иезуитского коллегиума для передачи его историко-филологическому факультету ПГУ. Тем не менее реализация постановления столкнулась с многочисленными препятствиями и была отложена на неопределенный срок.

### Университет в 2000-е годы

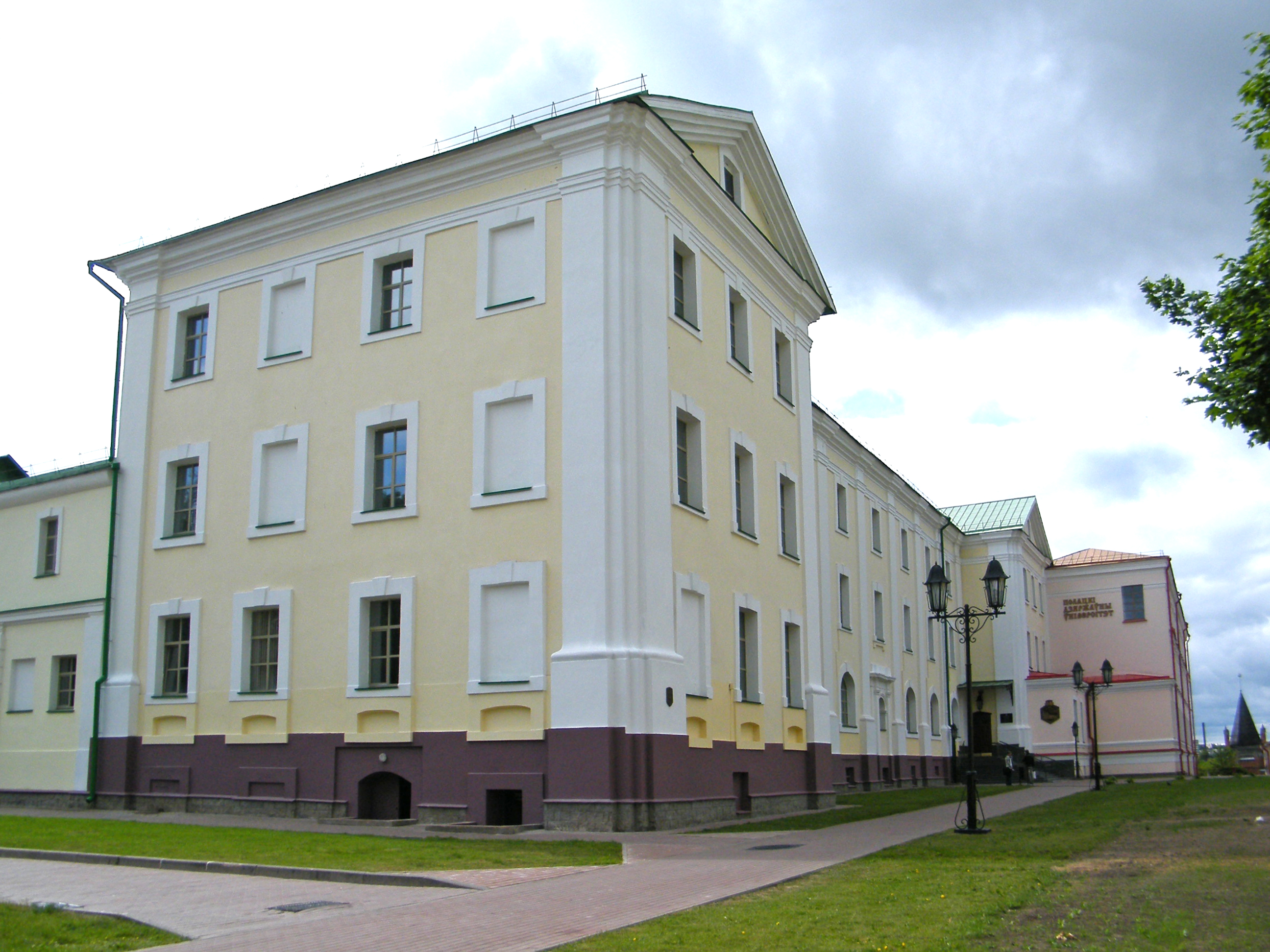
Полоцкий государственный университет в здании бывшего иезуитского коллегиума

Толчок дальнейшему развитию ПГУ дало посещение вуза в 2001 г. Президентом Республики Беларусь А. Г. Лукашенко. В соответствии с Протоколом Поручений Главы государства от 1 сентября 2001 г. Министерство обороны передало университету комплекс зданий иезуитского коллегиума. В феврале 2003 г. состоялась торжественная передача исторических зданий. Таким образом, преподаватели и студенты ПГУ стали хозяевами одного из старейших университетских городков на постсоветском пространстве и старейшего — в Беларуси. Сейчас на полоцкой площадке вуза размещаются гуманитарный факультет (с 2005 г.) и факультет информационных технологий (с 2008 г.).
С 2016 года юридический факультет и кафедра физвоспитания и спорта гуманитарного факультета обладают собственным кампусом в поселке Междуречье. На этой же базе действует Региональный учебно-научно-практический Юридический центр. В октябре 2017 года университет совместно с Новополоцким городским исполнительным комитетом и ОАО «Нафтан» является активным участником инновационно-промышленного Новополоцкого нефтехимического кластера, создание которого направлено на укрепление связи между образованием, наукой и производством и содействие дальнейшему развитию нефтехимической отрасли, а также иного наукоемкого и высокотехнологичного производства.
В ходе реорганизации учебных подразделений университета в 2017 году были объединены спортивно-педагогический и историко-филологический факультеты, а также инженерно-технологический факультет и факультет машиностроения и автомобильного транспорта. В результате были образованы гуманитарный и механико-технологический факультеты соответственно. По состоянию на май 2018 года ПГУ объединяет 9 факультетов, в том числе по работе с иностранными студентами и довузовской подготовке, и 27 кафедр. Университет предлагает 83 программы бакалавриата, магистратуры и аспирантуры технического, финансово-экономического, гуманитарного и педагогического профиля, а также 18 программ докторантуры. В 2017—2018 учебном году в вузе насчитывалось около 10 000 студентов дневной, заочной и дистанционной формы обучения, среди которых иностранные граждане из 24 государств ближнего и дальнего зарубежья. В ПГУ трудится около 440 преподавателей, 39 % из которых имеют учёные степени. При университете работают: Центр изучения иностранных языков «Uiniversum», Центр дошкольного детства и инновационных технологий развития «УНИВЕРик», автошкола.
В вузе издаётся «Вестник Полоцкого государственного университета», который входит в «Список научных изданий Республики Беларусь для опубликования результатов диссертационных исследований», а также сборник «Труды молодых специалистов Полоцкого государственного университета». Университет является базой для проведения целого ряда традиционных международных научных форумов, например, конференции «Белорусское Подвинье: опыт, методика и результаты полевых и междисциплинарных исследований».
Иногородним и иностранным студентам, а также всем аспирантам и магистрантам предоставляются места в одном из шести общежитий. В университете работают Народный студенческий театр «Арт», клуб интеллектуальных игр «Рубон», студия сольного пения «Настроение», студенческая видеостудия «Конспект», студия современного танца «TORYDANCE». Выходит студенческий бюллетень «Настежь». Туристические услуги предоставляет Туристический центр ПГУ. Ежегодно в мае проводится Торжественная церемония вручения специального приза «Крыніца ведаў», приуроченная ко Дню университета.
В 2022 году Полоцкому государственному университету присвоено имя Евфросинии Полоцкой.

## Символы
ПГУ имеет официальные символы: флаг, эмблему и гимн.
Автором слов гимна Полоцкого государственного университета является Геннадий Буравкин.

## Факультеты
- Инженерно-строительный (ИСФ)
- Механико-технологический (МТФ)
- Гуманитарный (ГФ)
- Компьютерных наук и электроники (ФКНиЭ)
- Информационных технологий (ФИТ)
- Финансово-экономический (ФЭФ)
- Юридический (ЮФ)

## Ректоры
- Бабенко, Эрнст Михайлович
- Швед, Петр Иванович
- Лазовский, Дмитрий Николаевич
- Романов, Олег Александрович[19]
- Романовский, Юрий Яцентович